# Maartje Scheepstra
Maartje Trijntje Scheepstra (Angguruk (Irian Jaya), 1 april 1980) is een Nederlands hockeyspeelster. Sinds haar debuut in 2001 speelde ze in totaal 98 keer voor het Nederlands vrouwenhockeyteam, waarin ze 12 keer scoorde.
Scheepstra speelt sinds de zomer van 2001 voor de Amsterdamsche Hockey & Bandy Club. Voordien hockeyde zij bij Almere en Gooische. In 2004 werd de veelal opkomende verdedigster door de Féderation Internationale de Hockey (FIH) uitverkozen tot Beste vrouwelijke talent van de Wereld. Een jaar later werd ze evenals Janneke Schopman genomineerd voor de titel Hockeyster van de Wereld.
Met Amsterdam veroverde zij in 2005 de Europa Cup II te Keulen, Duitsland. In het najaar van 2005 gooide een knieblessure roet in het eten voor meer prijzen, daar tijden van revalidatie en spelen elkaar afwisselden. In 2009 ging ze in Spanje spelen. 

## Erelijst
- 2001 –  Champions Trophy
- 2002 –  Champions Trophy
- 2002 –  Wereldkampioenschap
- 2003 –  Europees kampioenschap
- 2003 –  Champions Trophy
- 2004 –  Olympische Spelen
- 2004 –  Champions Trophy
- 2005 –  Europees kampioenschap

## Onderscheidingen
- 2003 – FIH Junior Player of the World

Minke Booij · 
Ageeth Boomgaardt · 
Chantal de Bruijn · 
Mijntje Donners · 
Miek van Geenhuizen · 
Sylvia Karres · 
Lieve van Kessel · 
Fatima Moreira de Melo · 
Eefke Mulder · 
Lisanne de Roever · 
Maartje Scheepstra · 
Janneke Schopman · 
Clarinda Sinnige · 
Minke Smabers · 
Jiske Snoeks · 
Macha van der Vaart ·
Coach: Marc Lammers